# Mirosław Barszcz
Mirosław Jan Barszcz (ur. 20 lipca 1970 w Lublinie) – polski prawnik, w latach 2005–2006 wiceminister finansów, w 2007 minister budownictwa. Pomysłodawca realizowanego przez rząd Prawa i Sprawiedliwości programu Mieszkanie Plus; odpowiadał za jego wdrażanie w latach 2016–2019 jako prezes spółki BGK Nieruchomości (następnie PFR Nieruchomości).

## Życiorys
Ukończył studia na Wydziale Prawa Katolickiego Uniwersytetu Lubelskiego. W 1996 rozpoczął praktykę w zawodzie doradcy podatkowego. Związany m.in. z firmami Arthur Andersen i PwC. Do 2005 był partnerem w kancelarii Baker & McKenzie.
Od 14 grudnia 2005 do 23 maja 2006 był podsekretarzem stanu w Ministerstwie Finansów, odpowiedzialnym za system prawa podatkowego. Pracował m.in. z Joanną Kluzik-Rostkowską nad programem polityki rodzinnej. Od 13 sierpnia 2007 do 16 listopada 2007 sprawował urząd ministra budownictwa w rządzie Jarosława Kaczyńskiego.
Pełnił funkcję przewodniczącego Grupy VAT Rady Podatkowej Konfederacji Lewiatan, a także eksperta Instytutu Sobieskiego i Business Centre Club. Współtworzył program gospodarczy partii Polska Jest Najważniejsza. W listopadzie 2011 został doradcą ministra sprawiedliwości Jarosława Gowina.
Od 2014 do 2016 był doradcą w departamencie strategii Polskiego Górnictwa Naftowego i Gazownictwa. Następnie wchodził w skład rady nadzorczej banku PKO BP.

### Mieszkanie Plus
W kwietniu 2016, po objęciu rządów przez Prawo i Sprawiedliwość, został prezesem zarządu spółki BGK Nieruchomości, należącej początkowo do państwowego Banku Gospodarstwa Krajowego, a po jej przejęciu przez Polski Fundusz Rozwoju przemianowanej na PFR Nieruchomości. Został odwołany ze stanowiska z końcem grudnia 2019.
W tej roli odpowiadał za wdrażanie ogłoszonego w czerwcu 2016 przez premier Beatę Szydło programu Mieszkanie Plus. W ramach programu, począwszy od 2019, miało być budowanych rocznie 100 tys. przystępnych cenowo mieszkań na wynajem z opcją dojścia do własności. Czynsz w wybudowanych w ramach programu mieszkaniach miał wynosić od 10 do 20 zł za metr kwadratowy, w zależności od lokalizacji i formy najmu.
Eksperci wielokrotnie podważali możliwość realizacji programu w takiej skali i kosztach. Zgodnie z raportem Najwyższej Izby Kontroli na koniec października 2021 do użytku oddano zaledwie nieco ponad 15 tys. mieszkań, a 20,5 tys. było w budowie. Zrealizowane w ramach programu mieszkania nie spełniały wymagań dotyczących jakości, a koszty, jakie ponosili najemcy, były znacząco wyższe niż obiecywano. W maju 2023 Ministerstwo Rozwoju i Technologii poinformowało o ostatecznym zamknięciu programu.